# دانشگاه محقق اردبیلی
دانشگاه محقق اردَبیلی با نام پیشین دانشگاه اردَبیل در شهر اردبیل در خیابان دانشگاه اردبیل قرار دارد. این دانشگاه دارای ۱۰ دانشکده  و ۳ پژوهشکده، ۳ مرکز تحقیقات و ۱۱ هسته پژوهشی است در گزارش رتبه بندی و ارزیابی دانشگاه‌های دولتی وزارت علوم تحقیقات و فناوری، که توسط ISC صورت پذیرفت این دانشگاه در بازه رتبه ۳۰-۲۱ قرار گرفت و دانشگاه محقق اردبیلی تنها دانشگاه جامع استان اردبیل می‌باشد که سایت اصلی آن در مرکز استان و ۳ دانشکده آن در شهرهای نمین، پارس آباد و مشگین شهر واقع شده است.

## تاریخچه
این دانشگاه در سال ۱۳۵۷ با نام آموزشکده کشاورزی زیر نظر دانشگاه تبریز و با پذیرش ۳۸ نفر دانشجو در رشته کشاورزی عمومی، فعالیت‌های آموزشی خود را آغاز نمود. این مرکز آموزش عالی در سال ۱۳۷۱ از دانشگاه تبریز جدا و مدتی به صورت مجتمع آموزش عالی به فعالیت خود ادامه داده و در سال ۱۳۷۲ با تبدیل آن به دانشگاه تحت عنوان «دانشگاه اردبیل» موافقت به عمل آمد و به نقل از شماره 15061-1375.8.22 روزنامه رسمی جمهوری اسلامی ایران طی (‌مصوبه سیصد و هشتادو سومین جلسه مورخ 75.7.24 شورای عالی انقلاب فرهنگی )‌ با تغییر نام آن به "‌دانشگاه محقق اردبیلی" موافقت گردید. تا سال ۱۳۷۸ در ساختار تشکیلاتی این دانشگاه فقط شانزده گروه آموزشی مصوب وجود داشت.

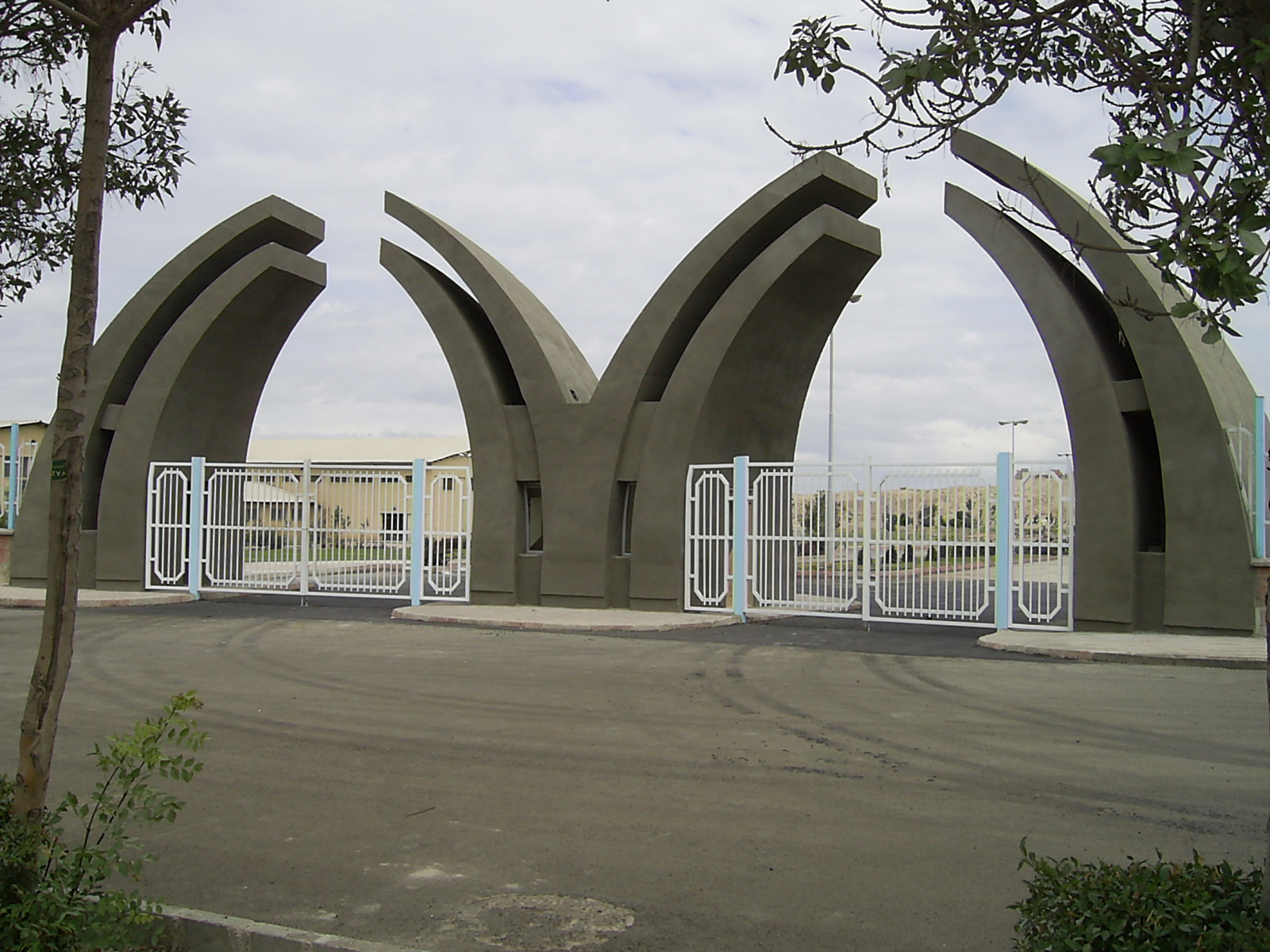
سردر ورودی دانشگاه محقق اردبیلی

امروز این دانشگاه در ۲۷۳ رشته تحصیلی دانشجو پذیرش نموده و بیش از ١٢ هزار نفر دانشجو دارد که در ۱۱ دانشکده مشغول به تحصیل هستند و از این تعداد، ۶۱ رشته در مقطع دکتری، ۱۲۸ رشته آن در مقطع کارشناسی ارشد و بقیه در مقطع کارشناسی و کاردانی می‌باشد و این دانشگاه با بهره‌گیری از تخصص بیش از ۳۹۵ عضو هیئت علمی تمام وقت بیش از پیش در جهت گسترش فعالیت‌های آموزشی و پژوهشی گام برمی‌دارد. از برجسته‌ترین و شناخته‌شده‌ترین اعضای هیئت علمی این دانشگاه، که در طی این مدّت عهده‌دار مسئولیّت خطیر آموزشی در این موسّسهٔ آموزش عالی بودند، می‌توان از اساتیدی همچون دکتر مسعود گنجی، دکتر قدیر نوری قنبلانی، دکتر محمد نریمانی، دکتر عزیز حبیبی ینگجه، دکتر مهدی شاهدی‌اصل، دکتر عزیز باباپور، دکتر داود سیف‌زاده، دکتر جمشید شیخ‌زاده مصدّق، دکتر حسین شایقی، دکتر حبیب شهبازی شیران، دکتر علی رسول‌زاده، دکتر هوشیار ایمانی کله‌سر، دکتر بهروز میرزایی ضیاپور، دکتر مصطفی رحیمی و دکتر یوسف عباسپور گیلانده نام برد.

## سردرب دانشگاه
در مرداد ماه ۱۳۸۶ همزمان با سی و هشتمین گردهمایی معاونان پژوهشی دانشگاه‌ها و مراکز پژوهشی در دانشگاه محقق اردبیلی، سردرب جدید این دانشگاه توسط معاون پژوهشی وزارت علوم و عضو شورای عالی انقلاب فرهنگی افتتاح شد. این طرح در سال ۱۳۸۴ با برگزاری مسابقه سراسری با الهام از خوشه گندم خم شده در برابر باد طراحی گردید. شکل کلی آن منظری از قوس‌های اسلامی و سازه وسط آن به شکل کتاب می‌باشد. طراحی و نظارت آن بر عهده مهندسین مشاور بینش و فن و عملیات اجرایی آن بر عهده شرکت آرتا همساخت بوده‌ است.

## دانشکده‌ها
فهرست رشته‌های دانشگاه محقق اردبیلی بر حسب دانشکده به شرح ذیل می‌باشد:

### دانشکده فنی و مهندسی
این دانشکده دارای  ۷ گروه آموزشی در ۷ رشته کارشناسی، ۱۶ رشته کارشناسی ارشد و ۵ رشته دکتری تخصصی با ۷۲ عضو هیئت علمی و ۱۹۹۷ دانشجو در رشته‌های زیر به امر آموزش مشغول است:
- مهندسی عمران (مقاطع کارشناسی - کارشناسی ارشد و دکتری)
- مهندسی معماری (مقاطع کارشناسی - کارشناسی ارشد و دکتری)
- مهندسی مکانیک (مقاطع کارشناسی - کارشناسی ارشد و دکتری)
- مهندسی کامپیوتر (مقاطع کارشناسی - کارشناسی ارشد)
- مهندسی برق (مقاطع کارشناسی - کارشناسی ارشد)
- مهندسی ساخت و تولید (مقطع کارشناسی)
- مهندسی مواد (مقطع کارشناسی - کارشناسی ارشد)
- مهندسی معدن(مقطع کارشناسی)
- مهندسی شیمی (مقطع کارشناسی - کارشناسی ارشد)

### دانشکده علوم پایه
این دانشکده دارای  6 گروه آموزشی در ۱۲ رشته کارشناسی، ۱۷ رشته کارشناسی ارشد و ۱۹ رشته دکتری تخصصی با ۷۱ عضو هیئت علمی و ۲۰۱۲ دانشجو در رشته‌های زیر به امر آموزش مشغول است:
- فیزیک (مقاطع کارشناسی - کارشناسی ارشد)
- شیمی (مقاطع کارشناسی - کارشناسی ارشد و دکتری)
- زیست‌شناسی (مقاطع کارشناسی - کارشناسی ارشد و دکتری)
- زمین‌شناسی (مقاطع کارشناسی - کارشناسی ارشد و دکتری)

### دانشکده علوم ریاضی
این دانشکده در سال ۱۳۷۵ در گرایش ریاضی محض شروع به کار نمود.با صدور مجوز ایجاد دانشکده علوم ریاضی در سال ۱۳۹۰ توسط شورای گسترش آموزش عالی و تصویب در ساختار سازمانی دانشگاه، در آبان ماه ۱۳۹۰  دانشکده علوم به دو دانشکده علوم پایه و علوم ریاضی تفکیک گردید .در حال حاضر دانشکده علوم ریاضی در سه گروه آموزشی ریاضیات و کاربردها، آمار و کاربردها و علوم کامپیوتر دارای ۲۲ نفر عضو هیأت علمی می باشد.
- ریاضیات و کاربردها (مقطع کارشناسی )
- آمار و کاربردها (مقطع کارشناسی )
- علوم کامپیوتر (مقطع کارشناسی )
- ریاضی محض: جبر، آنالیز، هندسه (مقطع کارشناسی ارشد )
- ریاضی کاربردی: آنالیز عددی (مقطع کارشناسی ارشد )
- آمار: آمار ریاضی (مقطع کارشناسی ارشد)
- ریاضی محض و ریاضی کاربردی و آمار (مقطع دکترا )

### دانشکده ادبیات و علوم انسانی
این دانشکده دارای  ۶  گروه آموزشی در ۲۰ رشته کارشناسی، ۳۶ رشته کارشناسی ارشد و ۸ رشته دکتری تخصصی با ۷۳ عضو هیئت علمی و ۲۷۲۵ دانشجو در رشته‌های زیر به امر آموزش مشغول است:
- زبان و ادبیات فارسی (مقطع کارشناسی و کارشناسی ارشد و دکتری)
- آموزش زبان انگلیسی (مقطع کارشناسی و کارشناسی ارشد)
- زبان و ادبیات عرب (مقطع کارشناسی و کارشناسی ارشد)
- هنر (در مقطع کارشناسی)
- ادیان و عرفان و فلسفه (مقاطع کارشناسی و کارشناسی ارشد)
- حقوق و علوم سیاسی (مقطع کارشناسی)

### دانشکده علوم اجتماعی
با تلاش و کوشش های ریاست وقت جناب آقای دکتر عزیز حبیبی و پیمانکار محترم هلدینگ ۷ ایرانیان دانشکده علوم اجتماعی افتتاح گردید. باافتتاح دانشکده علوم اجتماعی در شهریور ۱۳۹۹ رشته های این دانشکده از دانشکده ادبیات و علوم انسانی انتزاع گردید.این دانشکده دارای ۷ گروه آموزشی میباشد.
- برنامه‌ریزی شهری (مقاطع کارشناسی - کارشناسی ارشد و دکتری)
- جغرافیای طبیعی (مقاطع کارشناسی - کارشناسی ارشد و دکتری)
- باستان‌شناسی (مقاطع کارشناسی - کارشناسی ارشد و دکتری)
- تاریخ (مقاطع کارشناسی - کارشناسی ارشد و دکتری)
- مدیریت دولتی و گردشگری (مقاطع کارشناسی - کارشناسی ارشد)
- علوم اقتصادی (مقاطع کارشناسی - کارشناسی ارشد)
- مدیریت بازرگانی (مقاطع کارشناسی - کارشناسی ارشد و دکتری)
- جامعه شناسی (مقطع کارشناسی)[۱۳]

### دانشکده علوم تربیتی و روان‌شناسی
این دانشکده دارای  ۵ گروه آموزشی در ۴ رشته کارشناسی، ۱۵ رشته کارشناسی ارشد و ۴ رشته دکتری تخصصی با ۳۲ عضو هیئت علمی و ۱۱۶۱ دانشجو در رشته‌های زیر به امر آموزش مشغول است:
- مشاوره (مقاطع کارشناسی - کارشناسی ارشد و دکتری)
- روانشناسی  (مقاطع کارشناسی - کارشناسی ارشد و دکتری)
- علوم تربیتی (مقاطع کارشناسی - کارشناسی ارشد و دکتری)
- مدیریت و بیومکانیک ورزشی (مقاطع کارشناسی-کارشناسی ارشد و دکتری)
- فیزیولوژی ورزشی کاربردی (مقاطع کارشناسی و کارشناسی ارشد و دکتری)

### دانشکده کشاورزی و منابع طبیعی
این دانشکده دارای ۱۱ گروه آموزشی در ۱۴ رشته کارشناسی، ۲۲ رشته کارشناسی ارشد و ۱۹ رشته دکتری تخصصی با ۸۹ عضو هیئت علمی و ۱۶۲۸ دانشجو در رشته‌های زیر به امر آموزش مشغول است:
- منابع طبیعی (مقاطع کارشناسی و کارشناسی ارشد)
- علوم باغبانی (مقاطع کارشناسی و کارشناسی ارشد)
- مهندسی آب (مقاطع کارشناسی و کارشناسی ارشد)
- علوم و مهندسی خاک‌شناسی (مقاطع کارشناسی و کارشناسی ارشد)
- علوم دامی (مقاطع کارشناسی و کارشناسی ارشد)
- زراعت و اصلاح نباتات (مقاطع کارشناسی - کارشناسی ارشد و دکتری)
- گیاه پزشکی (مقاطع کارشناسی - کارشناسی ارشد و دکتری)
- علوم و صنایع غذایی (مقاطع کارشناسی و کارشناسی ارشد)
- علوم و صنایع چوب و کاغذ (مقاطع کارشناسی و کارشناسی ارشد)
- علوم و مهندسی جنگل(مقاطع کارشناسی و کارشناسی ارشد)
- مهندسی مکانیک بیوسیستم(مقاطع کارشناسی و کارشناسی ارشد)

### دانشکده مهندسی فناوری‌های نوین نمین
این دانشکده در بهمن سال ۱۳۹۸ در ۲ رشته کارشناسی با ۱۱ عضو هیئت علمی و ۲۶۸ دانشجو در رشته‌های ذیل به امر آموزش مشغول است:
- مهندسی اپتیک و لیزر (کارشناسی)
- مهندسی انرژی (مقطع کارشناسی)[۱۷]
- نانوفیزیک (کارشناسی ارشد)[۱۸]

مجموعه رشته‌های علوم مهندسی:
- ریاضیات مهندسی (کارشناسی)
- فیزیک مهندسی (کارشناسی)
- مهندسی محیط زیست (کارشناسی)
- محاسبات مهندسی (کارشناسی)

### دانشکده علوم کشاورزی و منابع طبیعی مغان
این دانشکده دارای ۸ گروه آموزشی در ۷ رشته کارشناسی، ۱ رشته کارشناسی ارشد با ۱۸ عضو هیئت علمی و ۱۴۵ دانشجو در رشته‌های زیر به امر آموزش مشغول است:
- مهندسی تولیدات گیاهی-باغبانی (کارشناسی ناپیوسته)
- مهندسی تولیدات دامی (کارشناسی ناپیوسته)
- مهندسی مکانیک ماشین های کشاورزی (کارشناسی ناپیوسته)
- مهندسی تولید و ژنتیک گیاهی (کارشناسی پیوسته)
- مهندسی علوم دامی (کارشناسی پیوسته)
- رشته مهندسی ماشین های صنایع غذایی (کارشناسی پیوسته)
- مهندسی آبیاری	(کارشناسی پیوسته)
- علوم دامی گرایش فیزیولوژی دام	(کارشناسی ارشد)

### دانشکده کشاورزی مشکین شهر
دانشکده کشاورزی مشگین شهر دانشگاه محقق اردبیلی در نیمسال اول سال تحصیلی 93-1392 با پذیرش دانشجو در سه رشته کارشناسی ناپیوسته مهندسی تولیدات گیاهی-باغبانی، کارشناسی ناپیوسته مهندسی تولیدات گیاهی- زارعت و  کارشناسی ناپیوسته مهندسی تولید و بهره برداری گیاهان دارویی ومعطر آغاز به کار نمود. همچنین از سال تحصیلی 97-1396 در رشته های کاردانی تکنولوژی تولیدات گیاهی و کاردانی تکنولوژی مرتع و آبخیزداری  به پذیرش دانشجو اقدام نموده است. این دانشکده دارای ۲ رشته کاردانی، ۳ رشته کارشناسی ناپیوسته با ۶ عضو هیئت علمی و ۱۰۳ دانشجو در رشته‌های زیر به امر آموزش مشغول است:
- کارشناسی ناپیوسته مهندسی تولیدات گیاهی-باغبانی
- کارشناسی ناپیوسته مهندسی تولیدات گیاهی-زراعت
- کارشناسی ناپیوسته مهندسی تولید و بهره برداری گیاهان دارویی ومعطر
- کاردانی تکنولوژی تولیدات گیاهی
- کاردانی تکنولوژی مرتع و آبخیزداری

## مدیران دانشگاه
| نام                     | دوران ریاست   | دوران ریاست   | دوران ریاست |
| نام                     | از            | تا            |             |
| ----------------------- | ------------- | ------------- | ----------- |
| قدیر نوری               | ۱۳۵۷          | ۱۳۷۲          |             |
| رضا مستقیم              | ۱۳۷۲          | ۱۳۷۶          |             |
| دکتر سید احمد میرشکرایی | ۱۳۷۶          | ۱۳۷۷          |             |
| کاظم قاسمی گلعذانی      | ۱۳۷۷          | ۱۳۸۴          |             |
| عزیز حبیبی              | ۱۳۸۴          | ۱۳۸۸          |             |
| مسعود گنجی              | ۱۳۸۸          | ۱۳۹۳          |             |
| گودرز صادقی             | ۱۳۹۳          | اردیبهشت ۱۳۹۷ |             |
| عزیز حبیبی              | اردیبهشت ۱۳۹۷ | تیر 1401      |             |
| دکتر اسماعیل چمنی       | تیر 1401      |               |             |

## اساتید و دانشجویان برجسته

### اساتید در زمره یک درصد برتر دانشمندان و نخبگان علمی جهان
- دکترحسین شایقی استاد گروه برق دانشکده فنی و مهندسی دانشگاه محقق اردبیلی برای ششمین مرتبه بر اساس  داده‌های منتشر شده از پایگاه طلایه‌داران علم تامسون رویترز (ISI)در سال ۲۰۲۰[۲۲]
- دکتر مهدی شاهدی اصل دانشیار رشته مهندسی مواد و متالوژی دانشکده فنی و مهندسی دانشگاه محقق اردبیلی در سال ۲۰۲۰ بر اساس داده های منتشر شده از پایگاه استنادی طلایه داران علم تامسون رویترز (ISI-ESI) در زمره یک درصد برتر دانشمندان و نخبگان علمی جهان قرار گرفت.[۲۳]
- دکتر عزیز حبیبی استاد گروه شیمی دانشکده علوم دانشگاه محقق اردبیلی، در زمره یک درصد برتر دانشمندان و نخبگان علمی جهان بر اساس داده‌های منتشر شده از پایگاه طلایه داران علم تامسون رویترز در سال ۲۰۲۰[۲۴]
- دکتر حسین شایقی استاد گروه برق دانشکده فنی و مهندسی دانشگاه محقق اردبیلی برای پنجمین مرتبه بر اساس داده‌های منتشر شده از پایگاه طلایه داران علم تامسون رویترز (ISI)در سال ۲۰۱۹[۲۵]
- دکتر عباس نجاتی استاد گروه ریاضیات و کاربردهای دانشگاه محقق اردبیلی برای سومین مرتبه براساس آخرین نتایج پایگاه استنادی طلایه‌داران علم تامسون رویترز (ISI-ESI)در سال ۲۰۱۸[۲۶]

### اساتید در زمره دو درصد برتر دانشمندان و نخبگان علمی جهان
بر اساس گزارش توسط دانشگاه استنفورد و بر اساس داده‌های اسکوپوس در سال ۲۰۲۰ در طول بازه علمی بلندمدت  دکتر عزیز حبیبی استاد تمام گروه آموزشی شیمی ، دکتر داود سیف زاده گروه آموزشی شیمی ، دکتر یاشار عزیزیان گروه آموزشی فیزیک، دکتر حسین شایقی استاد تمام گروه آموزشی برق، دکتر مهدی شاهدی‌اصل دانشیار گروه آموزشی مکانیک، دکتر عزیز باباپور گروه آموزشی مهندسی شیمی، دکتر هادی غایبی گروه آموزشی مکانیک و دکتر حمید حیدرزاده گروه آموزشی برق از دانشکده های فنی و مهندسی، دکتر عباس صباحی‌نمین از دانشکده فناوری‌های نوین نمین، دکتر زهره احمدی عضو بنیاد پژوهشگران مدعو دانشگاه و دکتر علی قاسمی دانش‌آموخته دانشگاه محقق اردبیلی در این لیست قرار گرفتند.

### اساتید و دانشجویان نمونه کشوری
- جناب آقای میلاد سکاکی فارغ التحصیل کارشناسی ارشد مهندسی مکانیک به عنوان برگزیده کشوری جایزه البرز (نوبل ایرانی) در شصت و یکمین سال برگزاری جایزه البرز در بخش نخبگان کشوری، در سال 1402 انتخاب گردید.[۲۸]
- جناب آقای حسن طاهری فارغ التحصیل کارشناسی روان‌شناسی دانشگاه محقق اردبیلی به عنوان دانشجوی نمونه کشور در سی‌امین جشنواره دانشجوی نمونه سال ۱۴۰۱ انتخاب شد.[۲۹]

- دکتر عزیز حبیبی عضو هیئت علمی دانشگاه محقق اردبیلی به عنوان شیمیدان برجسته کشور در شاخه شیمی فیزیک در سال ۱۳۹۶ انتخاب گردید.[۳۰]

- دکتر محمد نریمانی استاد دانشگاه محقق اردبیلی عنوان پژوهشگر برتر کشوری را در گروه علوم انسانی در سال ۹۱ کسب کرد.[۳۱]

- دکتر قدیر نوری قنبلانی عضو هیئت علمی دانشگاه محقق اردبیلی عنوان استاد نمونه کشوری در سال ۱۳۸۴ را کسب نمود.[۳۲]

- جناب آقای میثم عباسی دانشجوی مقطع کارشناسی ارشد مهندسی مکاترونیک در سال 1400 موفق به کسب رتبه اول کشور مسابقات ملّی ره نشان برگزار شده توسط بنیاد ملّی نخبگان و معاونت علمی ریاست جمهوری در بخش حمل و نقل شد. [۳۳]

## رتبه‌بندی های بین المللی

### کسب رتبه ۲۵ در بین تمام دانشگاه کشور در رتبه بندی جهانی یورپ ۲۰۲۲-۲۰۲۱
دانشگاه محقق اردبیلی در رتبه بندی جهانی یورپ در کل ۶۰ دانشگاه ایرانی شامل دانشگاه های جامع، دانشگاه های علوم پزشکی، دانشگاه های صنعتی و  غیره در بین دانشگاه های جامع وابسته به وزارت علوم، تحقیقات و فناوری، بعد از دانشگاه های تهران، تربیت مدرس، تبریز، شیراز، فردوسی مشهد، شهید بهشتی، کاشان، گیلان و اصفهان موفق به کسب جایگاه ارزشمند ۱۰ ام کشور و  جایگاه ۱۱۸۱ در بین دانشگاه های جهان و با ارتقای ۷ پله ای در جایگاه ۲۵ در بین تمام دانشگاه های ایرانی حاضر در رتبه بندی یورپ (۲۰۲۲-۲۰۲۱) قرار گرفته است.

### کسب رتبه ۱۸ در بین ۲۵ دانشگاه جامع مورد تایید نظام رتبه بندی  ISC در سال ۲۰۲۱
دانشگاه محقق اردبیلی در رتبه بندی جهانی ISC در سال ۲۰۲۱ با کسب رتبه جهانی ۱۸۰۱-۲۰۰۰ جهان در جمع ۲۵ دانشگاه کشور که مورد تایید این رتبه بندی قرار گرفتند در رتبه ۱۸ کشور قرار گرفت. پس از دانشگاه های تهران، تربیت مدرس، شیراز، فردوسی مشهد، شهید بهشتی، تبریز، گیلان، یزد، شهید باهنر کرمان، کاشان، اصفهان، بوعلی سینا، رازی، سمنان، کردستان، مازندران، ارومیه، شهید چمران اهواز، شهرکرد، محقق اردبیلی، یاسوج، الزهرا، بین‌المللی امام خمینی، لرستان را که شامل ۲۵ دانشگاه جامع کشور بود حایز گردید.

### کسب رتبه ۸ در بین  دانشگاههای جامع کشور  در نظام رتبه بندی  یواس نیوز در سال ۲۰۲۲
دانشگاه محقق اردبیلی در رتبه بندی جهانی یو اس نیوز ۲۰۲۲ (U.S. News Best Global Universities)  توانست  رتبه ۸ دانشگاههای جامع کشور را پس از دانشگاه های تهران، تبریز، تربیت مدرس، شیراز، فردوسی مشهد، شهید بهشتی و کاشان بدست بیاورد.رتبه بندی یو اس نیوز از نظام های معتبر رتبه بندی دانشگاهی در سطح جهان در طی بیش از ۴۰ سال اخیر اقدام به رتبه بندی سالانه دانشگاه های آمریکایی نموده است و در سال ۲۰۲۲ برای هشتمین سال پیاپی، رتبه بندی سالانه خود را نیز برای تعیین دانشگاه های برتر جهان منتشر کرده است.در این رتبه بندی از اطلاعات مربوط به پنج سال اخیر در بازه زمانی سال های ۲۰۱۷ تا ۲۰۲۱ استفاده شده است.

### کسب رتبه ۵ در بین ۵۸ دانشگاه کشور  و رتبه ۵۰۱-۶۰۰ دانشگاههای دنیا در نظام رتبه بندی تایمز در سال ۲۰۲۲
دانشگاه محقق اردبیلی در رتبه بندی  تایمز سال ۲۰۲۲  پس از دانشگاه صنعتی نوشیروانی بابل (رتبه ۳۵۱-۴۰۰)،  دانشگاه علوم پزشکی کردستان (رتبه ۳۵۱-۴۰۰) ،دانشگاه علوم پزشکی مازندران (رتبه ۳۵۱-۴۰۰)، دانشگاه صنعتی شریف (رتبه ۵۰۰-۴۰۱) به  رتبه ۵ دانشگاههای کشور دست یافته است.

### کسب رتبه ۳ دانشگاههای جامع ، رتبه ۷ دانشگاههای کشور و رتبه ۱۵۵ دانشگاههای دنیا در نظام رتبه بندی دانشگاه‌های جوان دنیا در سال ۲۰۲۱
دانشگاه محقق اردبیلی در رتبه بندی دانشگاه های جوان تایمز  با حضور دانشگاه ‌هایی با قدمت کمتر از ۵۰ سال و معیارهایی اعم از«تدریس، تحقیق، انتقال دانش و چشم انداز بین‌ المللی»  پس از دانشگاه کاشان (رتبه ۱۰۰)،  دانشگاه یاسوج (رتبه ۱۴۶)  به  رتبه ۱۵۵ دانشگاههای دنیا دست یافته است.

### کسب رتبه ۵ دانشگاههای جامع و رتبه ۱۱ وزارت علوم در نظام رتبه بندی تایمز آسیایی در سال ۲۰۲۱
دانشگاه محقق اردبیلی در بین  ۵۵۱ دانشگاه آسیایی رتبه ۱۳۰ و بالاتر از دانشگاه شهید بهشتی در این رتبه بندی قرار گرفت.دانشگاه محقق اردبیلی در بین دانشگاههای جامع کشور پس از دانشگاه کاشان (رتبه ۱۰۰)، دانشگاه تهران (رتبه ۱۰۴)، دانشگاه تبریز (رتبه ۱۲۱)، دانشگاه یاسوج (رتبه ۱۲۷) ،رتبه ۱۳۰ دانشگاههای آسیا را کسب نمود.این رتبه بندی از ۱۳ شاخص در قالب ۵ معیار آموزش (۲۵)، پژوهش (۳۰)، استنادات (۳۰)، درآمد صنعتی (۷.۵) و وجهه بین المللی (۷.۵) بهره جسته است. با این حال در رتبه بندی دانشگاه های آسیایی پس از محاسبه امتیازات بر اساس شاخص ها، نتایج کسب شده را بر اساس دانشگاه های موجود در این رتبه بندی مجدد تنظیم می کند..

### کسب رتبه ۲ دانشگاههای تاثیرگذار وزارت علوم و رتبه ۸ دانشگاههای جامع کشور در نظام رتبه بندی تایمز در سال ۲۰۲۱
دانشگاه محقق اردبیلی در بین  ۲۷ دانشگاه از کشور در نظام رتبه بندی تایمز ، پس از دانشگاه الزهرا در جایگاه دوم و در بین دانشگاههای جامع کشور رتبه هشتم قرار گرفت.موسسه تایمز دانشگاه‌های جهان را براساس شاخص‌های ۱۷ گانه اهداف توسعه پایدار سازمان ملل متحد (SDGs) ارزیابی می‌کند.

### کسب رتبه ۲۸ دانشگاههای جامع کشور در رتبه بندی ISC  سال ۱۳۹۸-۱۳۹۹
دانشگاه محقق اردبیلی بر اساس رتبه‌بندی  ISC دانشگاههای جامع کشور در سال ۱۳۹۸-۱۳۹۹  پس از دانشگاههایی چون ارومیه،بوعلی سینا،خوارزمی،زنجان،سمنان،کاشان،گیلان،قم،سیستان و بلوچستان و مازندران در رتبه ۲۸ قرار گرفت.این رتبه به اشتباه در سایت دانشگاه محقق اردبیلی ۲۱ قید شده است. 

### کسب رتبه ۱۷ دانشگاههای جامع کشور در رتبه بندی ISC  سال ۲۰۲۰
دانشگاه محقق اردبیلی در نظام رتبه بندی ISC-۲۰۲۰، پایگاه استنادی علوم جهان اسلام با بررسی از ۲۱۸۲ دانشگاه جهان  از میان دانشگاههای ایران شامل  ۴۶ دانشگاه( ۲۴ دانشگاه جامع، ۹ دانشگاه صنعتی و ۱۳ دانشگاه علوم پزشکی) در این پایگاه استنادی، رتبه ۱۷ دانشگاههای جامع کشور را کسب نمود.این رتبه بندی شامل، دانشگاه های تهران، تربیت مدرس، فردوسی مشهد، شهید بهشتی، شیراز، تبریز، اصفهان، یزد، کاشان، گیلان، بوعلی سینا، رازی، سمنان، شهید باهنر کرمان، کردستان، مازندران، شهید چمران اهواز، محقق اردبیلی، ارومیه، یاسوج، الزهرا(س)، بین المللی امام خمینی (ره)، شاهد و شهرکرد می باشد .در این نظام رتبه بندی فعالیت‌های پژوهشی با وزن ۶۰ درصد، بیشترین سهم را در شاخصه‌های ارزیابی به خود اختصاص داده اند. دانشگاه‌هایی که در این نظام رتبه بندی قرار گرفته اند، حداقل ۸۵۰ مدرک در سال‌های ۲۰۱۶ تا ۲۰۱۸ در پایگاه Web of Science به ثبت رسانده اند. 

### برای بار دوم قرار گرفتن در زمره دانشگاه‌های یک‌درصد برتر جهان در سال ۲۰۲۰
دانشگاه محقق اردبیلی برای بار دوم و همانند سال گذشته و بر اساس داده‌های استخراج‌شده در بازه ۱۰ ساله توسط پایگاه شاخص‌‌های اساسی علم(ESI)در جمع ۳۰ دانشگاه جامع برتر کشور که با شرکت  ۷۴ دانشگاه و موسسه تحقیقاتی شامل ۳۰ دانشگاه جامع، ۲۶ دانشگاه علوم پزشکی، ۱۲ دانشگاه صنعتی و ۶ مرکز و پژوهشکده تحقیقاتی در جمع دانشگاه‌های یک درصد برتر جهان  که دارای بیشترین میزان اثرگذاری بوده‌اند قرار گرفت. 

### کسب رتبه ۱۵ کشوری در رتبه بندی  یورَپ  در سال ۲۰۲۰
دانشگاه محقق اردبیلی  بر اساس رتبه بندی  دانشگاه‌ها بر پایه عملکرد علمی URAP سال ۲۰۲۰ با ارتقا ۱۷۳ پله ای در بین سه هزار موسسه بین المللی و در بین ۲۶ دانشگاه جامع کشور رتبه ۱۵ را کسب نموده است.رتبه‌بندی URAP  توسط دانشگاه فنی خاورمیانه در کشور ترکیه مدیریت و روزآمد می‌شود و از نظام‌های رتبه‌بندی جهانی است که موسسه‌های جهان ‌تراز را شناسایی و جایگاه آنها را در برابر یک‌دیگر ارزیابی می‌کند 

### کسب رتبه ۳ کشوری و ۲۰۷ دنیا در رنکینگ Green Metric در سال ۲۰۲۰
دانشگاه محقق اردبیلی بر اساس رتبه بندی گرین متریک که هر ساله در ماه دسامبر برای دانشگاه های جهان بر اساس شش شاخص مختلف شامل زیرساخت های موجود در راستای ایجاد محیط زیست مناسب، توجه به مصرف بهینه انرژی و تغییرات آب و هوا، میزان بازیافت پسماندها، میزان مصرف و بازیافت آب، به کارگیری سیستم های حمل و نقل بدون آلایندگی و نیز آموزش و پژوهش در حوزه صیانت از محیط زیست به عنوان شاخص‌های اصلی مورد ارزیابی قرار می گیرند در رتبه ۳ کشوری و ۲۰۷ دنیا را کسب کرد. 

### کسب رتبه ۱۷ کشوری در حوزه علوم زیستی  تایمز ۲۰۲۱
دانشگاه محقق اردبیلی بر اساس این رتبه بندی  در حوزه علوم زیستی رتبه‌بندی تایمز ۲۰۲۱ برای اولین بار در جمع ۱۷ دانشگاه موفق ایرانی در این حوزه قرار گرفت. 

### کسب رتبه ۶ کشوری در حوزه‌ علوم فیزیکی  تایمز ۲۰۲۱
دانشگاه محقق اردبیلی در حوزه‌ علوم فیزیکی رتبه‌بندی تایمز ۲۰۲۱ بر اساس ارزیابی و سنجش دانشگاه‌ها در حوزه‌‌های ارزیابی و سنجش دانشگاه‌‌ها در حوزه‌‌های مختلف که برای اولین بار از میان ۱۱۴۹ دانشگاه حاضر از سراسر دنیا رتبه‌ ۶۰۰-۵۰۱ به همراه دانشگاه‌های صنعتی شریف، شیراز، تبریز، علم و صنعت ایران و لرستان در رتبه ششم قرار گرفت. 

### کسب رتبه ۶ کشوری در حوزه مهندسی و فناوری رتبه‌بندی  تایمز ۲۰۲۱
دانشگاه محقق اردبیلی در حوزه‌ مهندسی و فناوری رتبه‌بندی تایمز ۲۰۲۱ بر اساس ارزیابی و سنجش دانشگاه‌ها در حوزه‌‌های موضوعی مختلف برای اولین بار از میان ۱۰۹۸ دانشگاه حاضر از سراسر دنیا رتبه‌ ۴۰۰-۳۰۱ را کسب و به همراه دانشگاه‌های صنعتی امیرکبیر، علم و صنعت ایران و یاسوج در رتبه ششم قرار گرفت. 

### رتبه بندی جهانی در تولید مقالات داغ و پراستناد ۲۰۲۰
دانشگاه محقق اردبیلی از سوی موسسه کلاریویت آنالیتیکس (Clarivate Analytics) در سپتامبر ۲۰۲۰  در پایگاه شاخص‌های اساسی علم (Essential Science Indicators (ESI)) مقالات پراستناد (Highly Cited Paper) با ۶۰ عنوان و  ۲۴ عنوان مقاله داغ (Hot Paper) دست یافت. در تالیف مقالات پراستناد دانشگاه، دکتر مهدی شاهدی اصل در ۵۰ درصد مقالات، دکتر عزیز حبیبی ینگجه در ۲۶٫۷  درصد مقالات، دکتر فرهاد صادق مغانلو و دکتر محمد وجدی در ۱۵ درصد مقالات و  دکتر عباس صباحی نمین در ۱۱٫۷ درصد مقالات بیشترین مشارکت را داشته اند. همچنین دکتر مهدی شاهدی اصل در ۹۱٫۷ درصد مقالات داغ دانشگاه و دکتر محمد وجدی و دکتر فرهاد صادق مغانلو در ۲۹٫۳  درصد مقالات داغ دانشگاه بیشترین سهم را داشته اند. 

### کسب رتبه ۱۱ کشوری در رتبه بندی جهانی تایمز ۲۰۲۱
دانشگاه محقق اردبیلی در رتبه بندی جهانی تایمز در سال ۲۰۲۱ در بازه ۶۰۱-۸۰۰ جهانی و در بین دانشگاه‌های جامع کشور به همراه دانشگاه‌های دانشگاه کردستان، دانشگاه تبریز،  دانشگاه شهید بهشتی و دانشگاه یاسوج رتبه سوم، در بین دانشگاه‌های تابعه وزارت علوم، تحقیقات و فناوری رتبه هفتم و در بین کل دانشگاه‌های کشور رتبه یازدهم را کسب کرده است .این رتبه‌بندی در قالب پنج معیار کلی آموزش با وزن ۳۰ درصد، پژوهش با وزن ۳۰ درصد، استنادات با وزن ۳۰ درصد، وجهه بین‌المللی با وزن ۷٫۵ درصد و ارتباط با صنعت با وزن ۲٫۵ درصد بهره گرفته‌ و منبع اطلاعاتی مورد استفاده در رتبه‌بندی ۲۰۲۱ داده های استنادی پایگاه SCOPUS  بوده است. 

### کسب رتبه ۳۰ کشوری  در رتبه بندی جهانی  ISC در سال ۲۰۲۰
دانشگاه محقق اردبیلی در رتبه بندی جدید جهانی  ISC در سال ۲۰۲۰ مربوط به بازه زمانی  ۲۰۱۵-۲۰۱۷با با ۱۲ پله صعود در رتبه ۳۰ کشوری را در بین دانشگاه های جامع کشور کسب کرد.این رتبه‌بندی هرساله از طرف ISC و بر اساس معیارها و شاخص‌های پنج‌ گانه پژوهشی، آموزشی، وجهه بین‌ المللی، تسهیلات و امکانات و فعالیت‌های اجتماعی و اقتصادی انجام می‌گیرد.

### کسب رتبه ۲۹ کشوری در رتبه بندی جهانی وبومتریکس ۲۰۲۰
دانشگاه محقق اردبیلی در رتبه بندی جهانی وبومتریکس در سال ۲۰۲۰ با ۲۱۵ رتبه در جهان و ۶ رتبه در ایران در رتبه ۲۹ کشور ،در بین دانشگاه‌های تابعه وزارت علوم، تحقیقات و فناوری بالاتر از دانشگاه اصفهان،دانشگاه صنعتی سهند، دانشگاه علامه طباطبایی، دانشگاه شاهد، دانشگاه شهرکرد، دانشگاه اراک،دانشگاه یاسوج،دانشگاه ایلام،  دانشگاه لرستان، دانشگاه شهید مدنی،دانشگاه صنعتی شیراز،دانشگاه سیستان و بلوچستان، دانشگاه قم،  دانشگاه گلستان  را کسب کرد.در این نظام رتبه بندی از چهار شاخص شامل مجموع استنادات به مقالات نمایه شده دانشگاه در گوگل اسکالر، تعداد مقالات دانشگاه در بین ۱۰ درصد مقالات پراستناد سایماگو، تعداد صفحات نمایه شده وب سایت دانشگاه در گوگل و تعداد بک لینک‌ها به وب سایت دانشگاه، برای رتبه بندی دانشگاه‌ها استفاده می شود و دانشگاه محقق اردبیلی در همه این شاخص های رشد قابل توجهی داشته است. 

### کسب رتبه ۱۷ کشوری در رتبه بندی در استنادات گوگل اسکالر ۲۰۲۰
دانشگاه محقق اردبیلی در استنادات گوگل اسکالر با ارتقا ۲۳۲ نسبت به دوره قبل و بالاتر از دانشگاه کاشان، دانشگاه صنعتی نوشیروانی بابل، دانشگاه ارومیه، دانشگاه زنجان، دانشگاه صنعتی سهند، دانشگاه رازی کرمانشاه، دانشگاه خوارزمی تهران، دانشگاه الزهرا، دانشگاه اراک، دانشگاه یاسوج، دانشگاه صنعتی شاهرود،دانشگاه صنعتی شیراز، دانشگاه شهرکرد و دانشگاه کردستان، رتبه ۱۷ دانشگاههای تابعه وزارت عتف را کسب نمود.

### کسب رتبه ۷ کشوری در رتبه‌بندی تأثیر تایمز ۲۰۲۰
دانشگاه محقق اردبیلی در «رتبه بندی تاثیر» تایمز ۲۰۲۰ در رتبه ۷ دانشگاه‌های کشور از مجموع ۱۷ دانشگاه منتخب این رتبه‌بندی قرار گرفت. مبنای رتبه‌بندی تایمز سه حوزه پژوهش، توسعه و نظارت می‌باشد. اهداف توسعه پایدار سازمان ملل متحد شامل نبود فقر، نبود گرسنگی، سلامت و رفاه برای مردم، کیفیت آموزش، برابری جنسیتی، دسترسی به آب بهداشتی، انرژی مقرون به صرفه و پاک، اشتغال مناسب و رشد اقتصادی، صنعت، نوآوری و زیرساخت، کاهش نابرابری شهرها و جوامع پایدار، تولید و مصرف مسئولانه، عملکرد در خصوص کنترل اقلیم، زندگی زیر آب، زندگی در زمین، صلح، عدالت و قدرت و همچنین مشارکت در تحقق اهداف توسعه است. این دانشگاه‌ها به ترتیب رتبه عبارتند از دانشگاه علوم پزشکی ایران، دانشگاه الزهرا، دانشگاه سیستان و بلوچستان، دانشگاه صنعتی امیرکبیر، دانشگاه صنعتی نوشیروانی بابل، دانشگاه علوم پزشکی اصفهان، دانشگاه محقق اردبیلی، دانشگاه علوم پزشکی شهید بهشتی، دانشگاه تبریز، دانشگاه علوم پزشکی زنجان، دانشگاه شهید مدنی آذربایجان، دانشگاه فسا، دانشگاه کاشان، دانشگاه خواجه نصیرالدین طوسی، دانشگاه کردستان و دانشگاه شهید باهنر کرمان.

### یک درصد دانشگاه‌های پراستناد جهان ۲۰۱۹
بر اساس گزارش ارائه شده توسط پایگاه استنادی علوم جهان اسلام (ISC) پایگاه شاخص‌های اساسی علم (ESI) متعلق به شرکت کلاریویت آنالیتیکس (ISI) دانشگاه محقق اردبیلی در فهرست موسسات یک درصد برتر دنیا که بیشترین تعداد استنادها و بیشترین میزان اثرگذاری در طول ۱۰ سال گذشته را داشته‌اند قرار گرفت.

### کسب رتبه ۲۳ کشوری در نظام رتبه‌بندی دانشگاه‌های اسلامی ۲۰۱۹
در رتبه‌بندی دانشگاه‌های اسلامی (ISC) برای رتبه‌بندی دانشگاه‌های جهان در معیارهای از قبیل پژوهش (با وزن ۶۰ درصد)، آموزش (با وزن ۱۰ درصد)، نوآوری (با وزن ۱۵ درصد) و فعالیت‌های بین‌المللی (با وزن ۱۵ درصد)، مورد ارزیابی قرار می‌گیرد. در رتبه‌بندی دانشگاه‌های جهان، دانشگاه‌هایی مورد بررسی قرار می‌گیرند که حداقل ۸۵۰ مدرک در سال‌های ۲۰۱۷–۲۰۱۵ در پایگاه وب آو ساینس به ثبت رسانده باشند. بازه زمانی سه ساله ۲۰۱۵–۲۰۱۷ در این شاخص‌ها از جمله تعداد کل انتشارات هر دانشگاه در بازه زمانی سه ساله، تعداد کل استنادات به مقالات منتشر شده، تأثیر استنادی نرمال شده، تأثیر استنادی نسبت به کل جهان، تعداد مقالات با کیفیت دانشگاه (نشریات Q۱، مجلات نیچر، ساینس و فهرست نشریات نیچر ایندکس) است که دانشگاه محقق اردبیلی در بین ۲۳ دانشگاه دانشگاه تهران، دانشگاه تربیت مدرس، دانشگاه فردوسی مشهد، دانشگاه شهید بهشتی، دانشگاه شیراز، دانشگاه تبریز، دانشگاه گیلان، دانشگاه اصفهان، دانشگاه بوعلی سینا، دانشگاه رازی، دانشگاه سمنان، دانشگاه کاشان، دانشگاه یزد، دانشگاه شهید باهنر کرمان، دانشگاه مازندران، دانشگاه ارومیه، دانشگاه یاسوج، دانشگاه الزهرا (س)، دانشگاه بین‌المللی امام خمینی (ره)، دانشگاه شاهد، دانشگاه شهید چمران اهواز و دانشگاه شهرکرد در این رتبه‌بندی قرار گرفت.

### کسب رتبه ۱۶ دانشگاههای جامع کشور در رتبه‌بندی جهانی ۲۰۱۹–۲۰۲۰ URAP
نظام رتبه‌بندی URAP توسط دانشگاه فنی خاورمیانه در کشور ترکیه در رتبه‌بندی دانشگاه‌ها بر پایه عملکرد علمی یا  URAP  که ۴۵ مؤسسه ایرانی متشکل از ۲۳ دانشگاه جامع، ۹ دانشگاه صنعتی و ۱۳ دانشگاه علوم پزشکی در میان ۲۵۰۰ مؤسسه برتر جهان در سال ۲۰۱۹ قرار گرفتند که در این بین دانشگاه محقق اردبیلی رتبه ۱۶ را در بین ۲۳ دانشگاه جامع کشور را کسب نموده‌است. رتبه‌بندی URAP از نظام‌های رتبه‌بندی جهانی است که مؤسسه‌های علمی جهان تراز را شناسایی و جایگاه آنها را در برابر یکدیگر ارزیابی می‌کند.

### کسب رتبه ۵۰ کشوری در رتبه بندی وبومتریکس ۲۰۱۹
در آخرین رتبه‌بندی منتشر شده وبومتریکس برای دانشگاه‌های دنیا (ژانویه ۲۰۲۰)، دانشگاه محقق اردبیلی با ۲۳۰ رتبه ارتقا در جهان و ۷ رتبه ارتقا در ایران، در بین دانشگاه‌های جامع کشور در رتبه ۲۵، در ۲۵۱۴ جهانی و ۵۰ کشور قرار گرفت. در این نظام رتبه‌بندی از چهار معیار شامل مجموع استنادات به مقالات نمایه شده دانشگاه در گوگل اسکالر، تعداد مقالات دانشگاه در بین ۱۰ درصد مقالات پراستناد سایماگو، تعداد صفحات نمایه شده وب سایت دانشگاه در گوگل و تعداد بک لینک‌ها به وب سایت دانشگاه، برای ارزیابی دانشگاه‌ها استفاده می‌شود.
گرین متریک ۲۰۱۹
بر اساس رتبه‌بندی اعلام شده توسط green Metric، دانشگاه محقق اردبیلی برای اولین بار در این رده‌بندی مورد ارزیابی قرار گرفته و توانست رتبه ۴۲۷ جهان را کسب کند. در این نظام رتبه‌بندی که هر ساله در ماه دسامبر برای دانشگاه‌های جهان اعلام می‌شود شاخص‌های مختلفی همچون زیرساخت‌های موجود در راستای ایجاد محیط زیست مناسب، توجه به مصرف بهینه انرژی و تغییرات آب و هوا، میزان تولید و بازیافت پسماندها، میزان مصرف و بازیافت آب، به‌کارگیری سیستم‌های حمل و نقل بدون آلایندگی و نیز آموزش و پژوهش در حوزه صیانت از محیط زیست به عنوان شاخص‌های اصلی مورد ارزیابی قرار می‌گیرند.

## نگارخانه

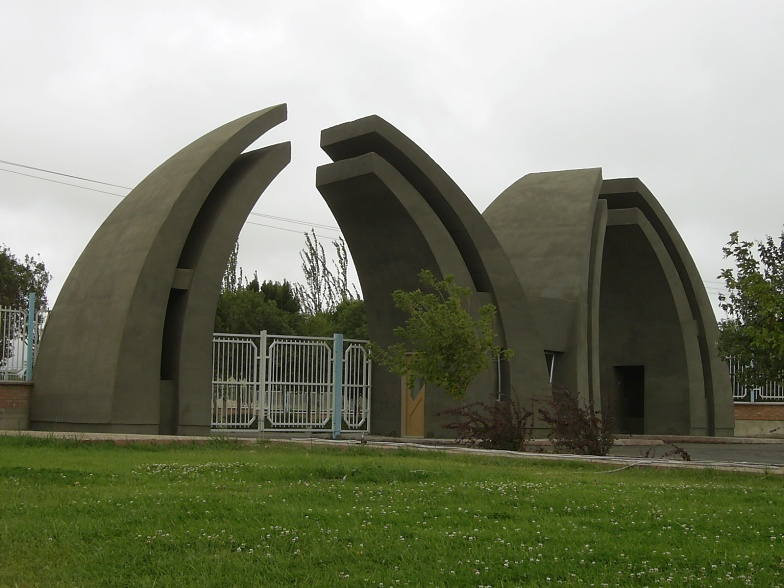
سردر دانشگاه محقق اردبیلی
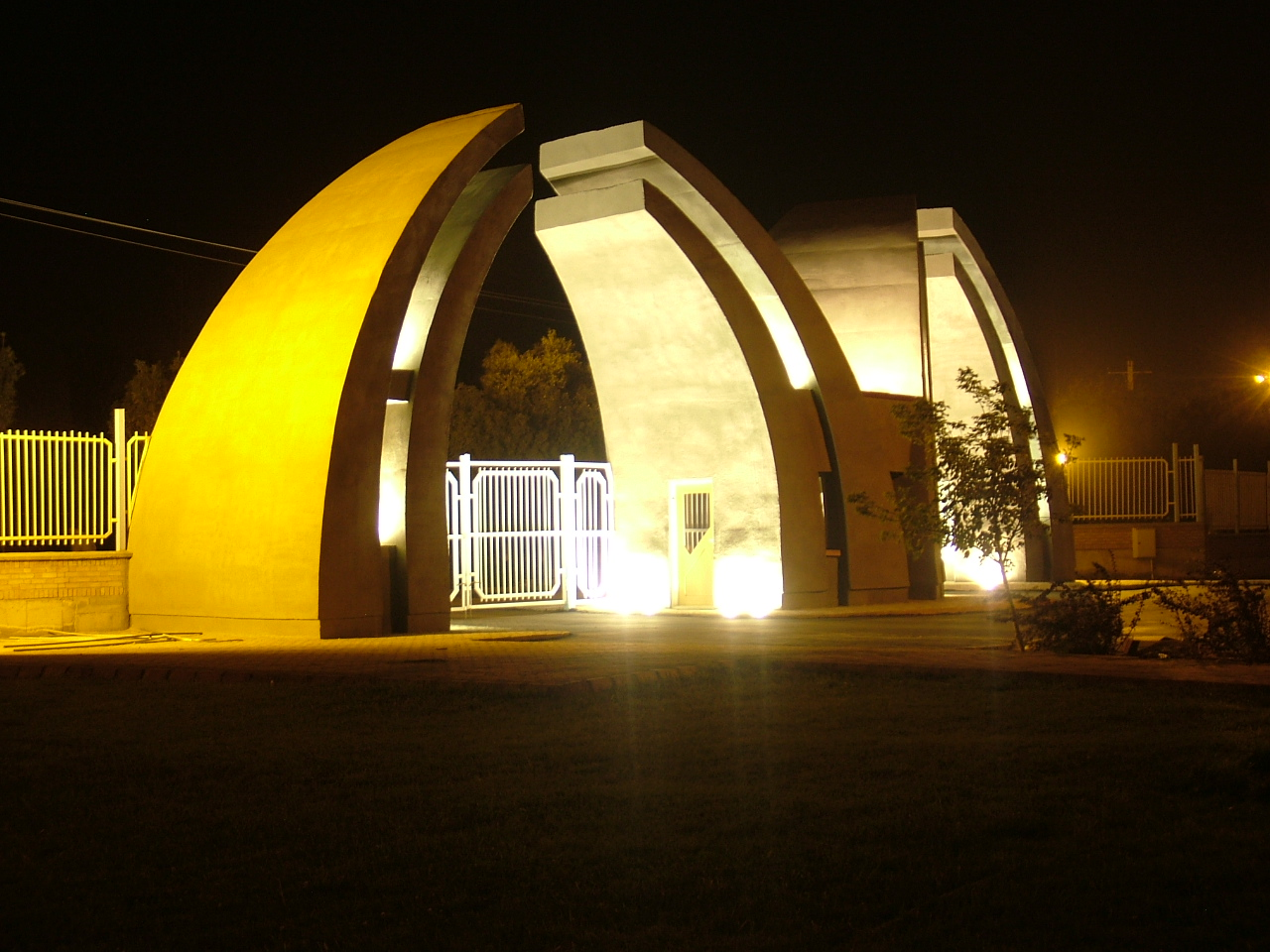
سردر دانشگاه محقق اردبیلی
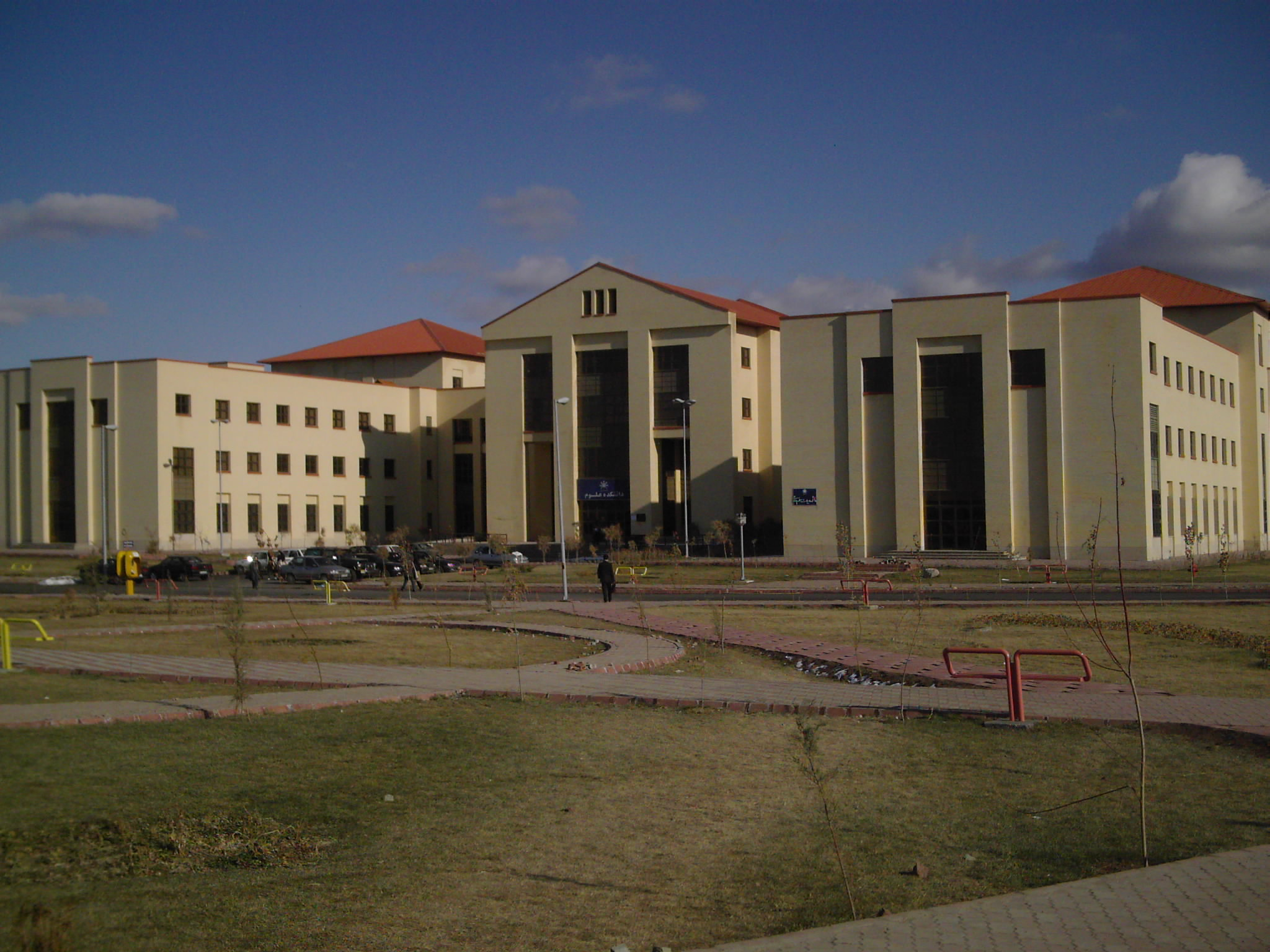
دانشکده علوم